# Костенко, Александр Иванович
Александр Иванович Костенко (1862—?) — русский военачальник, генерал-майор.

## Биография
Родился 23 января 1862 года в православной семье.
Общее образование получил в училище землемеров и садоводов.
16 августа 1878 года вступил в службу нижним чином на правах вольноопределяющегося. Окончил курс Елизаветградского кавалерийского юнкерского училища, откуда был выпущен корнетом (ст. 11.10.1883) в 11-й уланский Чугуевский полк. Поручик (ст. 11.10.1887). Штабс-ротмистр (ст. 26.02.1890). Ротмистр (ст. 15.03.1898). Командовал эскадроном.
Подполковник (ст. 01.01.1906; за отличие по службе). Полковник (ст. 06.12.1912) за отличие по службе. Помощник командира 11-го драгунского Рижского полка с 6 декабря 1912 года.
Участник Первой мировой войны. Командир 17-го уланского Новомиргородского полка с 24.12.1914 по 06.05.1917. Генерал-майор (пр. 16.04.1916; ст. 28.10.1915) и командующий тем же полком. На 10 июля 1916 года находился в том же чине и должности. В июне 1917 года — командир 1-й бригады 16-й кавалерийской дивизии.
Участник Гражданской войны в России на стороне Белой армии.
После войны находился в эмиграции на Балканах (Королевство СХС). На 1934 год проживал там же.
Точная дата и место смерти — неизвестны.

## Награды
- Награждён орденом Св. Георгия 4-й степени (30 июня 1917) и Георгиевским оружием (9 марта 1915).
- Также награждён орденами Св. Станислава 2-й степени (1909); Св. Анны 2-й степени (1912); Св. Владимира 4-й степени с мечами и бантом (03.1915); Св. Владимира 3-й степени с мечами (11.1915).